# Еллісон Тауншип (округ Клінтон, Пенсільванія)
Еллісон Тауншип (англ. Allison Township) — селище (англ. township) в США, в окрузі Клінтон штату Пенсільванія. Населення — 229 осіб (2020).

## Демографія
Згідно з переписом 2010 року, у селищі мешкали 193 особи в 77 домогосподарствах у складі 52 родин. Було 80 помешкань
Расовий склад населення:
| - 100,0 % — білих |

До двох чи більше рас належало 0,0 %. Частка іспаномовних становила 0,0 % від усіх жителів.
За віковим діапазоном населення розподілялося таким чином: 20,2 % — особи молодші 18 років, 61,1 % — особи у віці 18—64 років, 18,7 % — особи у віці 65 років та старші. Медіана віку мешканця становила 45,2 року. На 100 осіб жіночої статі у селищі припадало 116,9 чоловіків;  на 100 жінок у віці від 18 років та старших — 108,1 чоловіків також старших 18 років.
Середній дохід на одне домашнє господарство  становив 73 633 долари США (медіана — 45 417), а середній дохід на одну сім'ю — 84 490 доларів (медіана — 74 375). За межею бідності перебувало 8,8 % осіб, у тому числі 18,4 % дітей у віці до 18 років та 2,7 % осіб у віці 65 років та старших.
Цивільне працевлаштоване населення становило 145 осіб. Основні галузі зайнятості: освіта, охорона здоров'я та соціальна допомога — 26,9 %, будівництво — 15,2 %, науковці, спеціалісти, менеджери — 14,5 %.